# Søndre Land
Søndre Land é uma comuna da Noruega, com 728 km² de área e 6 042 habitantes (censo de 2004).         